# 比留廖沃西区
比留廖沃西区（俄語：район Бирюлёво Западное）是莫斯科东北行政区的一区，面积8.51平方公里，人口85,308人。波克罗夫斯科耶站和红色建筑工人站位于本区内。